# Borșa (Iași)
Borșa è un villaggio del comune di Vlădeni nel distretto di Iași, Moldova, Romania.

## Monumento storico
Biserica „Sf. Voievozi” (1826); IS-II-m-B-04108

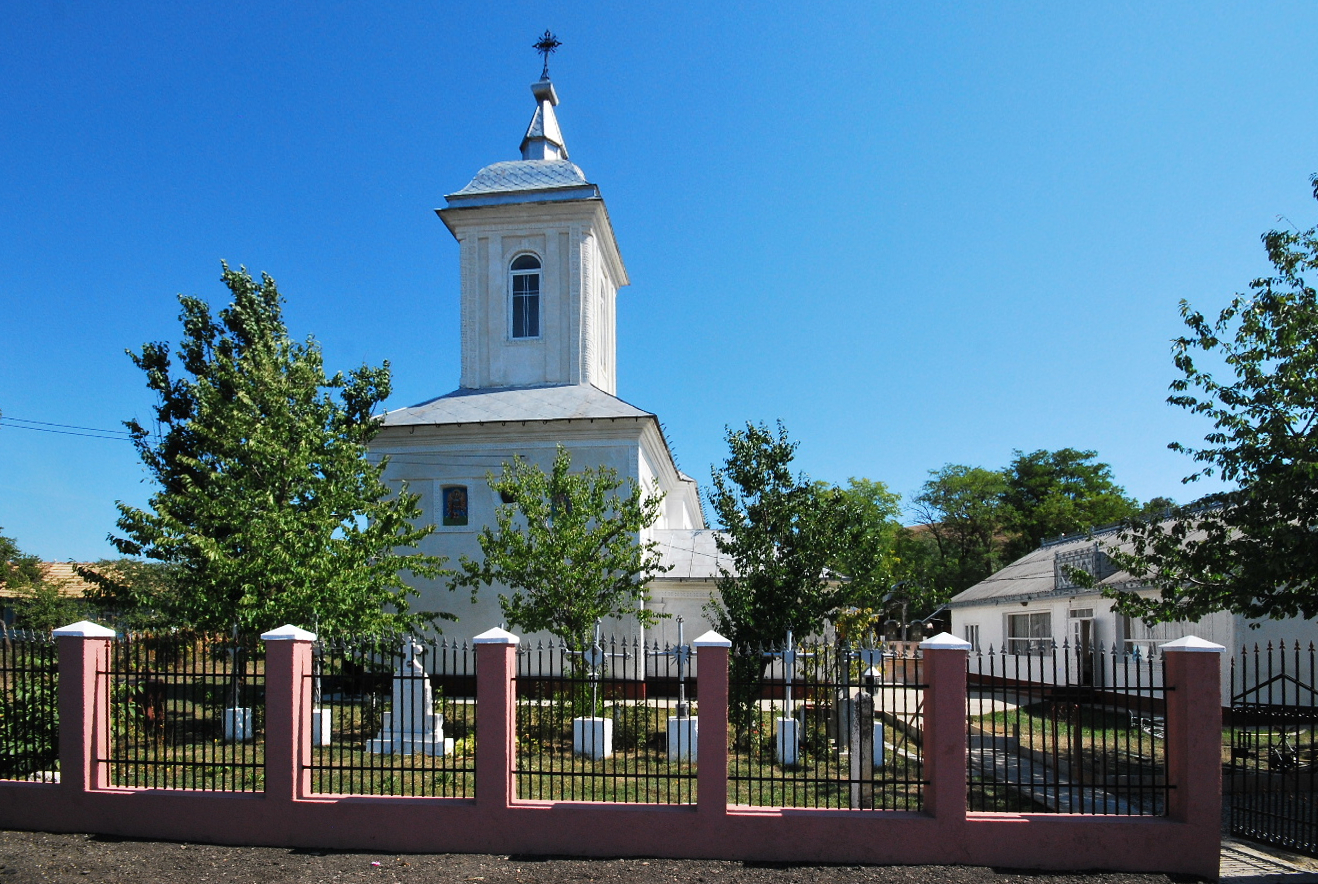
Biserica „Sf. Voievozi”

## Infrastrutture e trasporti
- DJ 282C